# 廣東四大狀師
廣東四大狀師，是指清朝末年於廣東省四位最有名的狀師的合稱，一般指「橋王之王」陳夢吉、「扭計師爺」方唐鏡、「捉刀師爺」何淡如、「文怪師爺」劉華東。廣東民間傳奇中，陳夢吉常與方唐鏡相鬥，陳夢吉形象較為正面，方唐鏡則多為反派。
而亦有一說將劉華東改為宋世傑。但事實上宋世傑是一名虛構人物。本是鼓詞《紫金釵》中的人物宋士傑，後該作品改編為京劇《四進士》，粵劇《審死官》又改編自京劇《四進士》，宋世傑本設定為明朝嘉靖年間人物，但清末民初又有一山西大同府革命黨人，名為宋世傑，此後兩人在民間被混為一人，於是民間又把宋世傑視為清朝於廣東一帶聞名、有「狀王」之稱的狀師。